# Татти, Рой
Эдвард (Рой) Татти (англ. Edward "Roy" Tutty) — австралийский конькобежец, выступавший за сборную Австралии по конькобежному спорту во второй половине 1950-х годов. Участник нескольких крупных международных соревнований, в том числе трёх чемпионатов мира и зимних Олимпийских игр в Скво-Вэлли. Также известен как яхтсмен, чемпион мира по парусному спорту.

## Биография
Рой Татти родился 7 июля 1930 года в пригороде Мельбурна Ярравилле, Австралия.
Тренировался в основном на роликовых коньках, разъезжая по улицам Сиднея, а позже стал одним из первопроходцев конькобежного спорта в Австралии.
Впервые заявил о себе в конькобежном спорте на международном уровне в сезоне 1956 года, когда вошёл в основной состав австралийской национальной сборной и выступил на чемпионате мира по классическому многоборью в Осло, где по сумме трёх дисциплин набрал 151,540 очков и занял итоговое 41 место.
В 1957 году на мировом первенстве в Эстерсунде с результатом 149,040 расположился в итоговом протоколе на 32 строке.
В 1959 году на чемпионате мира в Осло набрал в многоборье 147,037 очков и занял 34 место.
Благодаря череде удачных выступлений удостоился права защищать честь страны на зимних Олимпийских играх в Скво-Вэлли, стартовал здесь на дистанциях 500 и 1500 метров — занял 35 и 37 места, показав время 43,5 и 2:23,8 соответственно.
Личные рекорды: 500 м — 43,4 (1960); 1500 м — 2:20,6 (1959); 5000 м — 8:54,4 (1959).
Стал четвёртым по счёту спортсменом, включённым в Австралийский почётный список конькобежного спорта.
Помимо коньков увлекался также парусным спортом, в течение многих лет являлся членом австралийского сообщества яхтсменов, выступая на лодке 5,5-метрового R-класса. Наибольшего успеха в этой дисциплине добился в 1981 году, когда на своей 5,5-метровой яхте «Рапсодия» вместе с Филом Смидмором и Колом Бишелом одержал победу на чемпионате мира на Багамских Островах.
Умер 6 января 2019 года в возрасте 88 лет.